# Лефая
Лефая (рум. Lefaia) — село у повіті Муреш в Румунії. Входить до складу комуни Креєшть.
Село розташоване на відстані 286 км на північний захід від Бухареста, 23 км на північ від Тиргу-Муреша, 66 км на схід від Клуж-Напоки, 149 км на північний захід від Брашова.

## Населення
За даними перепису населення 2002 року у селі проживали 79 осіб, усі — румуни. Усі жителі села рідною мовою назвали румунську.